# 여자 경보 20km 대한민국 기록
여자 경조 20km 대한민국 기록은 다음과 같다.
| 기록    | 선수   | 소속     | 날짜             | 대회명                            | 장소   |
| ------- | ------ | -------- | ---------------- | --------------------------------- | ------ |
| 1:39:20 | 김미정 | 울산시청 | 2000년 5월 5일   | 제29회 전국종별육상경기선수권대회 | 제천시 |
| 1:38:57 | 김미정 | 울산시청 | 2000년 6월 9일   | 제54회 전국육상경기선수권대회     | 대전   |
| 1:36:09 | 김미정 | 울산시청 | 2000년 9월 28일  | 제27회 시드니 올림픽              | 시드니 |
| 1:35:22 | 김미정 | 울산시청 | 2001년 5월 1일   | 제30회 전국종별육상경기선수권대회 | 김천시 |
| 1:34:47 | 김미정 | 울산시청 | 2002년 4월 14일  | 제41회 일본경보대회               | -      |
| 1:33:58 | 김미정 | 울산시청 | 2003년 4월 20일  | 제42회 일본경보대회               | -      |
| 1:33:03 | 김미정 | 울산시청 | 2003년 6월 5일   | 제57회 전국육상경기선수권대회     | 대전   |
| 1:32:15 | 김미정 | 울산시청 | 2005년 4월 22일  | 제34회 전국종별육상경기선수권대회 | 광주   |
| 1:31:39 | 김미정 | 울산시청 | 2005년 10월 16일 | 제86회 전국체육대회               | 울산   |

## 더 읽어 보기
- 여자 경보 20km 세계 기록